# Peccatel
Peccatel var en tysk adelsätt från Peckatel i södra Mecklenburg, som utslocknade 1773. Ätten var även representerad i Sverige en tid under medeltiden.
1397 berättar hövitsmannen för de preussiska städernas besättning i Stockholm Albrekt Russe hur herr Otto von Peccatel, Sven Sture och andra skeppshövitsmän från Gotland kommit till Stockholm med 42 skepp och 1200 beväpnade, sannolikt i avsikt att överrumpla staden. Albrekt Russe begär då proviant och förstärkning. 
Den tyske riddaren Otte Peccatel var son till Henning von Peccatel. Han var i slutet av 1300-talet medlem av vitaliebröderna som efter fredsslutet med drottning Margareta också innehade Korsholms slott.
Otte Peccatel var gift 1440 med Sten Bosson (Natt och Dag)s dotter Birgitta Stensdotter (Natt och Dag). Deras dotter var gift 1428 med Nils Gustafsson (Rossviksätten).